# کتان آبی
کتان آبی (نام علمی: Linum narbonense) نام یک گونه از تیره کتانیان است.